# Lille Frigård
Lille Frigård er en bornholmsk firlænget bindingsværksgård med gårdkone. Gården er stort set bevaret i sin oprindelige skikkelse fra 1700-tallet. Lille Frigård blev fredet i 1979 og er en af de bornholmske gårde, der har været fredet i længst tid. Gården har bl.a. maksimal kultur- og miljøværdi pga. den velbevarede gårdkone og de oprindelige længer, der giver hele gården en særlig atmosfære. Lille Frigård er en typisk bornholmsk gård. Fredningen omfatter også omgivelserne.
Lille Frigård fremstår med gulkalkede felter, sorttjæret bindingsværk samt hvid fodmur (sokkel). Stråtag på udbygningerne og tegltag på hovedbygningen. I midten af den brolagte gårdsplads ligger en gårdkone med das (oprindelig toilet).
Gården ses tydeligt fra landevejen mellem Østermarie og Østerlars. Mellem de to byer ligger Kelse Å. Ved den ligger Store Frigård(Vest) og Lille Frigård (Øst).
Lille Frigård ligger ned til Kelseådalen, som er en af de 70 sprækkedale, der findes på Bornholm. Sprækkedalen er opstået af de enorme spændinger i undergrunden, som har fået grundfjeldet til at slå revner. På grund af dem har smeltevand kunnet erodere jord og fjeld bort, og der er opstået en kløft. Det er ofte ved dem, de bornholmske gårde ligger. Det har givet mulighed for de høje fodmure under "salen"..
Ved sprækkedalene er der spor af menneskeboliger i mange tusinde af år.

## Ekstern henvisninger
- Sag: Lille Frigård (Webside ikke længere tilgængelig)
- Kort & Matrikelstyrelsen Arkiveret 4. august 2006 hos  Wayback Machine
- Fredede & Bevaringsværidige Bygninger

|  | Denne artikel om en bygning eller et bygningsværk kan blive bedre, hvis der indsættes et (bedre) billede. Du kan hjælpe ved at afsøge Wikimedia Commons for et passende billede eller lægge et op på Wikimedia Commons med en af de tilladte licenser og indsætte det i artiklen. |

55°9′37.8″N 14°59′46.6″Ø / 55.160500°N 14.996278°Ø